# Aal Sogn
Aal Sogn (indtil 15. december 2010 stavet Ål Sogn) er et sogn i Varde Provsti (Ribe Stift).
Aal Sogn hørte til Vester Horne Herred i Ribe Amt. Ål sognekommune blev ved kommunalreformen i 1970 indlemmet i Blåvandshuk Kommune, som ved strukturreformen i 2007 indgik i Varde Kommune.
I Aal Sogn ligger Aal Kirke fra Middelalderen og Børsmose Kirke fra 1902. Børsmose blev dengang et kirkedistrikt i Aal Sogn. Det blev formelt et sogn i 2010, men straks lagt under Aal Sogn. Der har siden 1968 ikke været beboere i sognet, fordi det ligger i det militære øvelsesområde ved Oksbøllejren.
I Aal og Børsmose sogne findes følgende autoriserede stednavne:
- Barnsø (vandareal)
- Bavnhøj (bebyggelse)
- Billumvad (bebyggelse)
- Borre (bebyggelse, ejerlav)
- Breddal (areal)
- Broeng (bebyggelse)
- Børsmose (bebyggelse, ejerlav)
- Børsmose Plantage (areal)
- Børsmose Strand (bebyggelse)
- Gammelager Bjerg (areal)
- Gammelhus Bjerge (areal)
- Gejlbjerg (areal)
- Grærup (bebyggelse, ejerlav)
- Grærup Strand (bebyggelse)
- Gråmul Bjerg (areal)
- Hedelund (bebyggelse)
- Hesselmed (bebyggelse, ejerlav)
- Holmsø (vandareal)
- Hvidebjerge (areal)
- Jegum (bebyggelse, ejerlav)
- Kærgård (bebyggelse, ejerlav)
- Kærgård Klitplantage (areal)
- Langsø (vandareal)
- Markskel (bebyggelse)
- Mussø (areal)
- Ny Stampemølle (bebyggelse)
- Oksbøl (bebyggelse, ejerlav)
- Præstesø (vandareal)
- Ragebjerg (areal)
- Rævsande (areal)
- Rævsbjerg (areal)
- Skødstrup (bebyggelse, ejerlav)
- Storbæk (vandareal)
- Søhuse (bebyggelse)
- Sølager Sø (vandareal)
- Sønderbøl (bebyggelse)
- Tinghøje (areal)
- Traneholm (areal)
- Troldholm (bebyggelse)
- Vester Vrøgum (bebyggelse, ejerlav)
- Vigtoft (bebyggelse)
- Vrøgum (station)
- Vrøgum Klitplantage (areal)
- Øster Vrøgum (bebyggelse, ejerlav)
- Ål Klitplantage (areal)